# Débora Costa
Débora Fernandes da Costa (Americana, 12 de agosto de  1991) é uma basquetebolista profissional brasileira que atua como armadora.
Débora costa fez parte do elenco da Seleção Brasileira de Basquetebol Feminino no Pan de Lima de 2019, em Lima.